# Dương Mai, Đào Viên

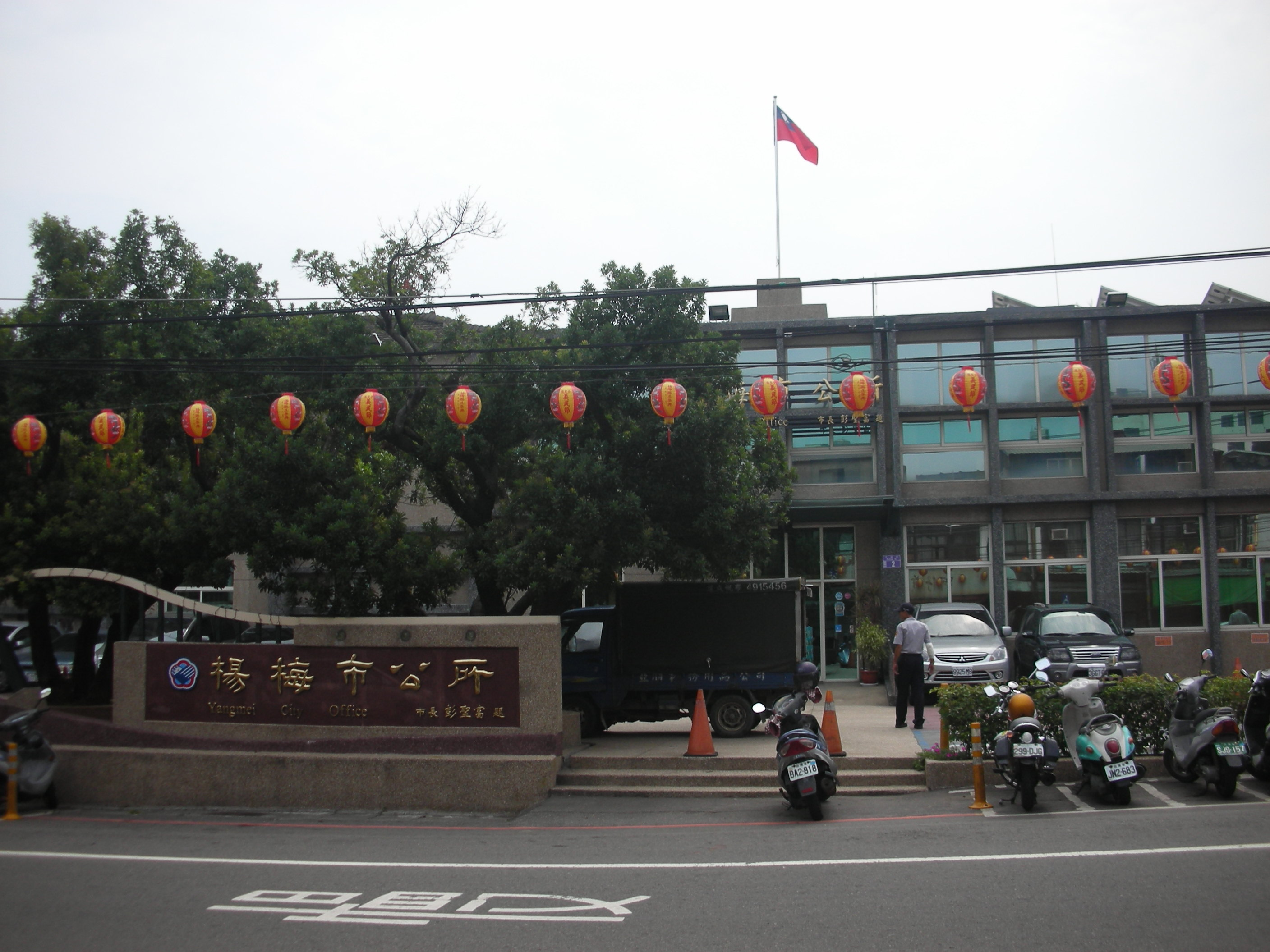
Văn phòng Khu Dương Mai

Dương Mai (tiếng Trung: 楊梅; bính âm: Yángméi) là một khu ở phía nam Đào Viên của Đài Loan. Cư dân ở đây là người Khách Gia.

## Lịch sử
Thành phố Dương Mai được thành lập vào thời Đài Loan dưới sự cai trị của nhà Thanh. Trong suốt thời kỳ thuộc Nhật, vào năm 1920 nó được gọi là Yōbai (Nhật: 楊梅 Hepburn: Yōbai). Dưới thời Trung Hoa Dân Quốc, hương trước đây được nâng cấp thành huyện hạt thị sau khi dân số vượt 150.000 người. Vào ngày 25 tháng 12 năm 2014, nó được nâng cấp thành khu.

## Địa lý
Dương Mai là một trong ba thị trấn lớn nhất ở Đào Viên. Trung tâm thị trấn này cách bờ biển tây Đài Loan 40 phút xe hơi. Phía bắc là thành phố Bình Trấn; phía nam là huyện Tân Trúc, phía đông là hương Long Đàm, Đào Viên. Ở đây có nhiều cây dương mai khi dân Trung Quốc di cư đến đây nên họ đã đặt tên địa phương này là Dương Mai. 
- Diện tích: 89,1229 km2 (34,4105 dặm vuông Anh)
- Dân số: 161.301 người (tháng 1 năm 2016).